# Єдловець (притока Стредньої)
Єдловець (словац. Jedľovec) — річка; ліва притока Стредньої, протікає в окрузі Меджилабірці.
Довжина приблизно 3.-3.5 км. Витік знаходиться в масиві Лаборецька-Верховина — на висоті приблизно 370-375 метрів.
Протікає територією сіл Чабини і Радвань-над-Лабірцем. Впадає у Стредню на висоті близько 235-240 метрів.